# Sci alpino agli VIII Giochi asiatici invernali - Slalom maschile
La gara dello slalom maschile si è svolta il 25 febbraio 2017 al Sapporo Teine di Sapporo in Giappone. 

## Risultati
| Class | Nome                     | 1° run  | 2° run  | Totale  |
| ----- | ------------------------ | ------- | ------- | ------- |
| 1     | Jung Dong-hyun           | 46.50   | 50.60   | 1:37.10 |
| 2     | Kim Hyeon-tae            | 47.66   | 51.52   | 1:39.18 |
| 3     | Hideyuki Narita          | 47.47   | 51.91   | 1:39.38 |
| 4     | Igor Zakurdayev          | 47.07   | 52.96   | 1:40.03 |
| 5     | Hossein Saveh-Shemshaki  | 48.23   | 52.69   | 1:40.92 |
| 6     | Hayata Wakatsuki         | 48.50   | 52.62   | 1:41.12 |
| 7     | Mohammad Kiadarbandsari  | 48.53   | 53.00   | 1:41.53 |
| 8     | Park Je-yun              | 49.63   | 52.26   | 1:41.89 |
| 9     | Liam Michael             | 50.62   | 54.17   | 1:44.79 |
| 10    | Jeffrey Webb             | 52.93   | 56.80   | 1:49.73 |
| 11    | Yohan Goutt Gonçalves    | 56.92   | 1:00.82 | 1:57.74 |
| 12    | Cyril Kayrouz            | 57.28   | 1:01.93 | 1:59.21 |
| 13    | Mir Nawaz                | 1:00.21 | 1:02.93 | 2:03.14 |
| 14    | Raoul Al-Asmar           | 59.55   | 1:03.63 | 2:03.18 |
| 15    | Robert Worachai Pinsent  | 57.34   | 1:06.33 | 2:03.67 |
| 16    | Ho Ping-jui              | 1:00.57 | 1:04.90 | 2:05.47 |
| 17    | Hira Lal                 | 1:01.39 | 1:05.84 | 2:07.23 |
| 18    | Barakatullo Zokirov      | 1:03.39 | 1:08.56 | 2:11.95 |
| 19    | Nizomiddin Sayfiddini    | 1:04.33 | 1:08.87 | 2:13.20 |
| 20    | Tursunmurod Sokhibnazari | 1:06.34 | 1:10.35 | 2:16.69 |
| 21    | Waqas Azam               | 1:07.85 | 1:11.84 | 2:19.69 |
| 22    | Suhail Azzam             | 1:17.44 | 1:21.77 | 2:39.21 |
| —     | Himanshu Thakur          | 59.81   | DNF     | DNF     |
| —     | Arif Khan                | 58.59   | DNF     | DNF     |
| —     | Wu Meng-che              | 1:08.33 | DNF     | DNF     |
| —     | Safal Ram Shrestha       | 1:15.45 | DNF     | DNF     |
| —     | Zahid Abbas              | 1:08.01 | DNF     | DNF     |
| —     | Nguyễn Văn An            | 1:44.95 | DNF     | DNF     |
| —     | Chagnaagiin Bayarzul     | 1:16.51 | DNF     | DNF     |
| —     | Mu Zecheng               | 57.11   | DSQ     | DSQ     |
| —     | Kyung Sung-hyun          | DNF     |         | DNF     |
| —     | Tatsuki Matsumoto        | DNF     |         | DNF     |
| —     | Wang Yu                  | DNF     |         | DNF     |
| —     | Zhang Yangming           | DNF     |         | DNF     |
| —     | Zhang Xiaosong           | DNF     |         | DNF     |
| —     | Zakhar Kuchin            | DNF     |         | DNF     |
| —     | Muhammad Karim           | DNF     |         | DNF     |
| —     | Evgeniy Timofeev         | DNF     |         | DNF     |
| —     | Vineet Sharma            | DNF     |         | DNF     |
| —     | Maxim Gordeev            | DNF     |         | DNF     |
| —     | Bakhriddin Goibov        | DSQ     |         | DSQ     |
| —     | Nguyễn Võ Hữu Vinh       | DSQ     |         | DSQ     |
| —     | Yohei Koyama             | DNS     |         | DNS     |